# 핏케언 제도 집단 성폭행 사건
핏케언 제도 집단 성폭행 사건은 1999년에 발각된, 영국 해외 영토 핏케언 섬에서 일어났던 집단 성범죄 사건이다. 2004년 9월 30일, 섬의 수장인 스티븐 크리스천(Steve Christian)을 포함한 7명의 핏케언 섬 남성 주민이 총 55건의 성범죄 혐의로 재판에 회부되었다.

## 사건 개요
1999년에 핏케언 섬에 연수차 와 있던 어떤 영국 여성 경찰관이 현지 여성에게서 "이 섬에서 14살 아래 소녀들과 대부분의 성인 남성 사이에 성관계가 벌어지고 있다"라는 이야기를 듣고, 이에 따라 경찰관이 이 사실을 뉴질랜드에 있는 핏케언 총독에게 알려 수사가 개시되었다. 수사 결과 이 진술은 사실로 밝혀졌으며, 섬의 여자아이들과 성인 남자 사이의 성행위는 핏케언 섬을 통치하는 영국 법률로는 위법이나, 섬의 남성들은 이를 "핏케언 섬의 풍습"이라고 주장하면서 여기에 영국 법률을 적용하는 것은 부당하다고 강변했다.
그런데 인구 47명에 불과한 핏케언 섬에는 재판소가 없었고 판사나 변호사도 없었기 때문에, 재판을 실시하려면 가장 가까운 나라인 뉴질랜드까지 가지 않으면 안되었다. 또한 성범죄 용의자는 이 섬의 거의 모든 성인 남성이었기 때문에 재판을 진행하는 동안 섬의 경제는 크게 흔들리게 되며, 용의자들이 실형 판결을 받게 되면 섬의 존속 자체가 위협받게 되는 상황이었다. 결국 뉴질랜드에서 재판의 진행될 경우 섬의 경제적 부담이 너무 크게 될 것을 우려해, 2004년에 핏케언 섬에서 재판을 개시하도록 결정되었다. 판사나 변호사는 뉴질랜드로부터 파견되어 왔다. 이로써 영국의 해외 영토의 주민이, 같은 영연방에 속하기는 하지만 다른 나라인 뉴질랜드의 판사와 변호사에 의해, 영국 본국의 형법에 따라 재판을 받는 기묘한 상황이 연출되었다.

## 재판
재판은 2004년 9월 30일 핏케언 섬에서 시작되었다. 7명의 피고인들의 변호인은 “핏케언 제도는 영국의 주권하에 있지 않고, 따라서 영국법에 근거해 재판하는 것은 헌법 위반이다”라고 주장했다. 또 “피고인들을 포함한 섬 주민 전원이 바운티호의 반란 사건에 관여했던 선원들의 자손이며, 1790년에 이 반란을 일으킨 섬 주민의 선조들이 이미 영국 시민권을 저버렸기 때문에, 자손인 현재의 섬 주민들도 영국 시민권을 갖지 않는다”라고 주장했다. 또한 그들은 “매년 바운티호의 모형을 불태우는 축제를 개최하여 자신들의 영국 시민권을 계속 부정하고 있다”고 주장했다. 그리고 변호인은 “영국은 영국의 법률(예를 들면, 16세 이하 미성년자와의 성행위를 금지한 1956년의 “Sexual Offences”법)이 핏케언 섬 주민들에게 적용된다고 공포하지 않았다”라고 주장했다.
그러나, 2004년 4월 18일에 영국 정부에 의해 임명된 뉴질랜드의 재판관들로 구성되는 핏케언 제도 제 １심 재판소는 이러한 주장들을 각하했고, 영국 추밀원은 2004년 10월 24일, 핏케언 섬에 대한 영국 주권이 합헌이라는 통지를 했다. 그리고 2004년 10월 29일, 피고인 7명 중 6명에 대해 정식으로 유죄가 선고되었다. 유죄 판결을 받은 6명은 2005년 4월 18일, 뉴질랜드 오클랜드에 있는 고등법원으로 항소했다. 그러나 법원은 2005년 5월 24일 항소를 기각했고, 피고인들은 영연방 국가들의 최종심을 담당하는 영국 추밀원에 상고하였으나 2006년 10월 30일, 이들은 최종적으로 유죄 판결을 확증받았다.

## 판결
기소되었던 55건의 혐의 중 35건에 대해 유죄 평결이 내려졌다. 판결은 비교적 관대하게 나왔는데, 이것은 재판관이 섬의 특수 사정을 고려했기 때문에라고 생각된다.
- 스티브 크리스천(Steve Christian)：성폭행 1건과 성추행 4건에 대해서는 무죄, 다른 성폭행 5건에 대해 유죄가 인정되어 3년형을 선고받음.
- 랜디 크리스천(Randy Christian; 스티브 크리스천의 아들)：성폭행 4건과 성추행 5건으로 6년형.
- 렌 브라운(Len Carlyle Brown)：성폭행 2건으로 2년형.
- 데이브 브라운(Dave Brown; 렌 브라운의 아들)：성추행 9건으로 유죄 판결을 받았으나, 실형 없이 사회 봉사 명령을 받았다.
- 데니스 크리스천(Dennis Ray Christian) : 성추행 1건과 성폭행 방조 2건으로 유죄 판결을 받았으나, 실형 없이 사회 봉사 명령을 받았다.
- 테리 영(Terry Young)：성폭행 1건과 성추행 6건으로 5년형
- 제이 워렌(Jay Warren)：성추행 혐의를 받았으나 무죄 판결을 받았다.

## 역사적 배경
핏케언 제도에서는 12살이 넘으면 결혼할 수 있다고 여겨졌는데 이는 중세 폴리네시아 문화에서 일반적인 일이었으며 여성 대부분이 12세부터 15세 사이에 첫 출산을 경험했다. 이 때문에 이 섬에서는 12세 소녀와의 성행위가 윤리적으로도 문제 없다고 보았다.

## 현지 주민의 반응
핏케언 제도의 주민 47명은 섬의 성인 남성 대부분이 체포됨으로 인해 심한 타격을 입었다. 2004년 9월 28일, 스티브 크리스천의 아내, 렌 브라운의 딸, 그리고 랜디 크리스천의 어머니는 섬의 성인 여성 가운데 13명을 소집하여 회의를 열어서 피고인들을 변호하기로 결정했다. 이들은 소녀에게 성행위를 요구하는 것이 1790년 바운티호의 반란때문에 선조들이 핏케언 섬에 이주한 이래 이어져 내려온 폴리네시아의 문화적 전통이라고 하였다. 그리고 강간 피해자로 지목된 소녀들 전원이 “용의자들과 자발적으로 성관계를 가졌다”고 말했다. 또한 영국 경찰관이 피해자로 지목된 소녀에게 돈을 건네주었다는 주장도 나왔다. 이에 대해 핏케언 섬의 주민들은 영국이 섬을 아예 없애버리기 위해 노동 가능한 청년들을 투옥, 감금하려고 하는 것이 아닌가 하는 의심까지 품게 되었다.

## 그 뒤
핏케언 섬에서는 2007년에도 브라이언 마이클 존 영(Brian Michael John Young)이 12세 소녀에게 저지른 성폭행과 성추행으로 체포되어 징역 6년 6개월의 유죄 판결을 받은 사건이 발생했다.